# ポメラニア湾

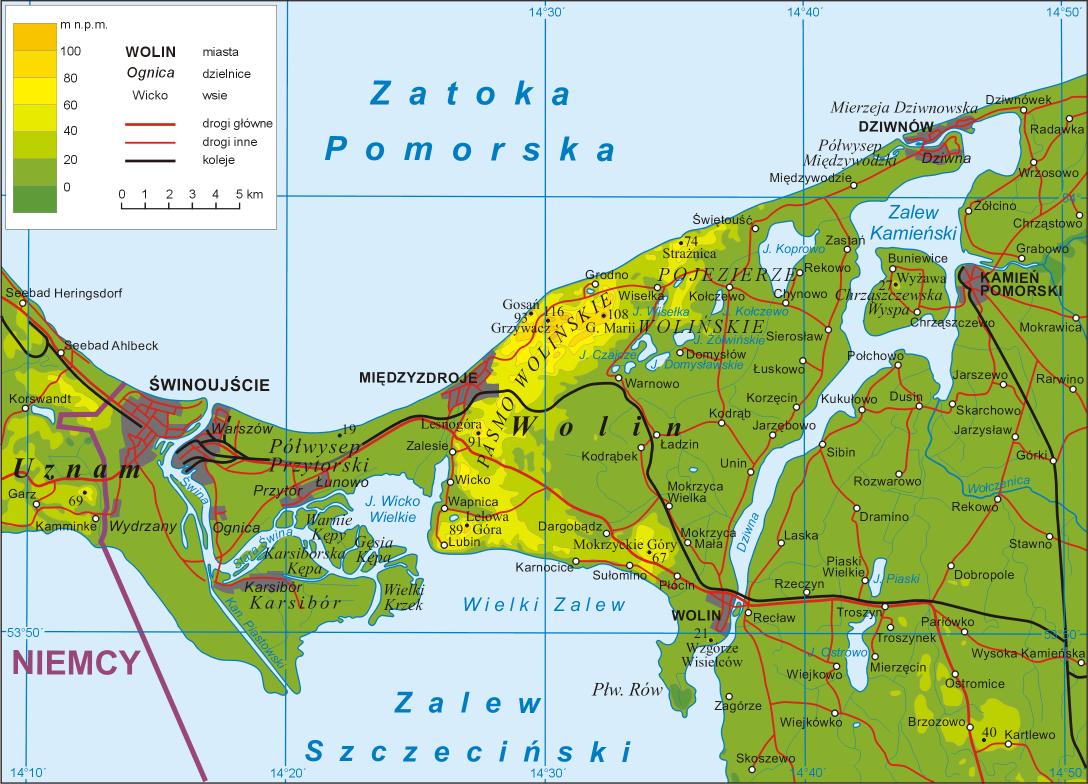

ポメラニア湾（ポメラニアわん。ポーランド語: Zatoka Pomorska, ドイツ語: Pommersche Bucht）は、バルト海の南東部、ポーランドとドイツの沿岸にある海域である。南はウーゼドム島とヴォリン島で、オーデル川河口のシュチェチン・ラグーンと隔てられている。その間はDziwna、Świna、ペーネの3つの水路で結ばれている。西にはドイツ領のリューゲン島が、北にはデンマーク領のボーンホルム島がある。
深さは最大で20m、塩分濃度はおよそ8‰である。ポメラニア湾は、シュチェチンからの深く掘られた航路が横切っている。